# Non serviam

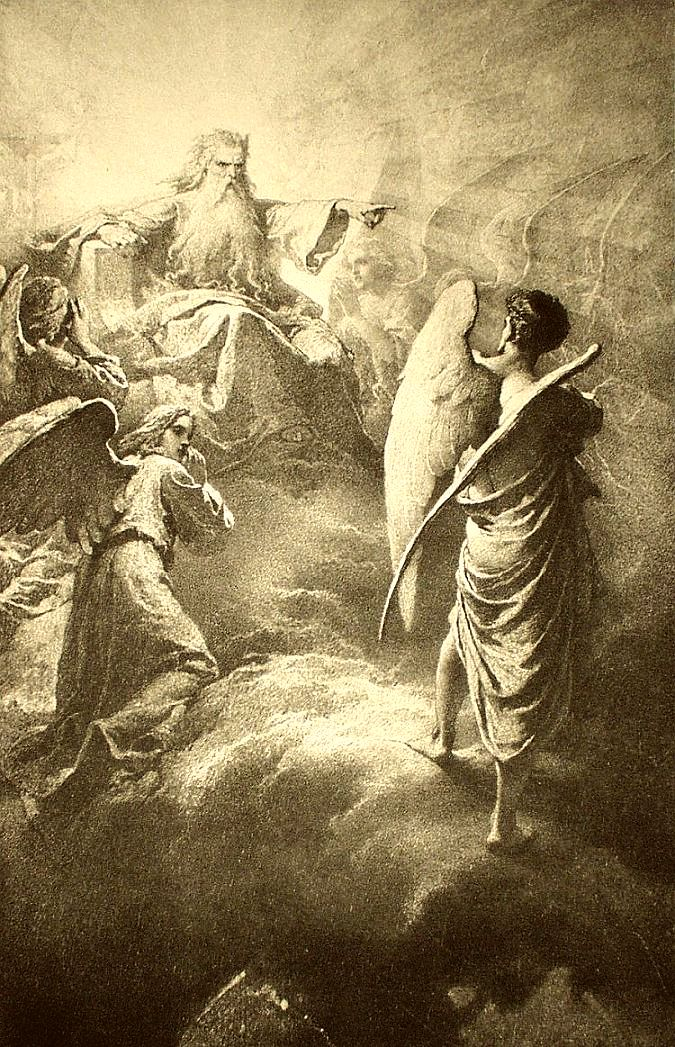
Photo: Mihály Zichy / Wikimedia Commons / Public Domain

Non serviam, em latim, quer dizer "não servirei". A afirmação é geralmente atribuída a Lúcifer, que assim teria expressado sua rebelião contra Deus quando ainda estava no reino dos céus.
Atualmente, "non serviam" também é usado como lema por vários grupos políticos, culturais e religiosos como expressão de rebeldia contra o que é visto como senso comum em termos de crenças e estruturas sociais estabelecidas.
A ideia encontra eco, por exemplo, no personagem Stephen Dedalus, do livro Retrato do Artista quando Jovem, de James Joice, que afirma "Não servirei a aquilo em que não mais acredito, ainda que se diga minha casa, minha pátria ou minha igreja: e tentarei me expressar em algum modo de vida ou de arte da maneira mais livre e completa que puder, usando em minha defesa as únicas armas que me permito usar – silêncio, exílio e esperteza."